# Đura Džudžar
Đura Džudžar (né le 22 avril 1954) est l'éparque de l'Éparchie Saint-Nicolas de Ruski Krstur des Byzantins depuis 2018. Il était précédemment évêque titulaire d'Acrassus (de) (2001 - 2018), évêque auxiliaire de l'éparchie des Ruthènes de Mukachevo (2001 - 2003), exarque apostolique de Serbie-et-Monténégro (2003 - 2013) et de Serbie (2013 - 2018).

## Biographie
Đura Džudžar est né à Đurđevo en Serbie. Il a achevé son enseignement élémentaire dans sa ville natale et a ensuite complété son enseignement supérieur à Rome. Il est ordonné prêtre le 7 septembre 1980 dans l'éparchie catholique byzantine de Križevci par Gabriel Bukatko (en), ancien archevêque de Belgrade, qui était à cette époque l'administrateur apostolique de Križevci. Après être reparti pour Rome, Đura Džudžar a servi dans la Congrégation pour les Églises orientales.
Le 3 mars 2001, il est nommé évêque auxiliaire de l'éparchie ruthène de Mukachevo par le pape Jean-Paul II. En même temps, il est nommé évêque titulaire d'Acrassus (de) recevant la consécration épiscopale du pape Jean-Paul II, le 19 mars 2001, ses co-consécrateurs étant les cardinaux de curie Angelo Sodano et Giovanni Battista Re.
En 2003, un nouvel exarchat apostolique fut créé pour les catholiques de rite byzantin en Serbie-et-Monténégro, l'exarchat grec-catholique de Serbie-et-Monténégro. Son premier exarque fut Đura Džudžar, nommé le 28 août 2003, avec résidence à Ruski Krstur. Cet exarchat est resté en association avec l'éparchie grecque-catholique de Križevci, dans le cadre de l'Église grecque-catholique croate et serbe.
Le 19 janvier 2013, tous les catholiques de rite byzantin au Monténégro ont été confiés à l'évêque local de rite latin. De ce fait, la juridiction de l'exarchat apostolique de Serbie-et-Monténégro a été réduite à la Serbie. 
En 2018, l'exarchat apostolique de Serbie fut élevé au rang d'éparchie, devenant l'Éparchie Saint-Nicolas de Ruski Krstur des Byzantins. La nouvelle éparchie est toujours associée à l'éparchie de Križevci dans le cadre de l'Église grecque-catholique croate et serbe.